# Colgate
Colgate (sub-marca da Colgate-Palmolive) é uma linha de produtos de higiene oral e saúde bucal, de pasta de dentes, escovas de dentes, enxaguatórios bucais e fio dental.

## História
O Colgate Ribbon Dental Cream foi a primeira pasta dental em um tubo flexível, introduzido em 1896, quando tinha anteriormente sido vendido em frascos de vidro desde 1873.